# 达尼埃尔·马尔蒂尼
丹尼爾·馬甸尼（義大利語：Daniel Maldini；2001年10月11日—）是一名意大利足球运动员，场上司职進攻中場，目前効力意甲球隊亞特蘭大及意大利国家足球队。

## 早年
达尼埃尔在米兰出生，他是前AC米兰队长保罗·马尔蒂尼和委内瑞拉模特阿德里亚娜·弗萨的二儿子。 他的祖父切萨雷·马尔蒂尼在1960年代也曾担任过米兰队长一职。他的哥哥克里斯蒂安·马尔蒂尼也曾为AC米兰的青年队效力，之后辗转效力于一些低级别球队。
达尼埃尔在2010年加入了AC米兰青训， 在之后的几年内，他从米兰U10升到了米兰U19。在2016-17赛季，他随队在决赛中5-2击败了罗马，赢得了U16联赛冠军。

## 俱乐部生涯
达尼埃尔在2020年2月2日AC米兰在圣西罗球场1-1战平维罗纳的比赛下半场伤停补时的时候换下了卡斯蒂列霍，完成了米兰一线队首秀。
2021年9月25日，在客場2-1戰勝斯佩齊亞的比賽他首次在意甲先發出賽，並在下半場開始沒多久接應卡盧盧的傳中以頭球得到了生涯第一顆義甲進球，使馬爾蒂尼家族達成了義甲史上第一個連三代都在同一隊先發出賽、以及連三代都在同一隊進球的紀錄。

## 国家队生涯
达尼埃尔在2019年3月22日意大利U182-0击败荷兰U18的比赛中获得了他的第一次国家队出场。 后来，在同一年，他又在意大利U19又获得了两次出场机会。
2024年10月，达尼埃尔在2024-25年歐洲國家聯賽對陣比利時和以色列的比賽前首次得到意大利國家隊的徵召，並在對陣後者的比賽中首次為國家隊出场。

## 踢球风格
在他的早年，与父兄一样，丹尼尔的场上位置一直是后卫。后来，他逐渐承担了一些进攻的任务。他现在主要踢進攻中場的位置，这样他可以发挥他的组织能力，盘球技术，控球能力，还有他的视野。

## 生涯数据
最後更新：2021年1月9日
| 俱乐部   | 赛季     | 联赛     | 联赛 | 联赛 | 杯赛 | 杯赛 | 欧战 | 欧战 | 其他 | 其他 | 总数 | 总数 |
| 俱乐部   | 赛季     | 级别     | 出场 | 进球 | 出场 | 进球 | 出场 | 进球 | 出场 | 进球 | 出场 | 进球 |
| -------- | -------- | -------- | ---- | ---- | ---- | ---- | ---- | ---- | ---- | ---- | ---- | ---- |
| AC米兰   | 2019–20  | 意甲     | 2    | 0    | 0    | 0    | —    | —    | —    | —    | 2    | 0    |
| AC米兰   | 2020–21  | 意甲     | 5    | 0    | 0    | 0    | 4    | 0    | —    | —    | 9    | 0    |
| 生涯总数 | 生涯总数 | 生涯总数 | 7    | 0    | 0    | 0    | 4    | 0    | 0    | 0    | 11   | 0    |